# Šibeňák (Středolabská tabule)
Šibeňák (též Na Šibeňáku) je 205 m n. m. vysoký vrch v okrese Praha-východ Středočeského kraje. Leží asi 0,5 km jižně od železniční stanice Čelákovice, na katastrálním území místní části Záluží.

## Geomorfologické zařazení
Geomorfologicky vrch náleží do celku Středolabská tabule, podcelku Mělnická kotlina a okrsku Čelákovická pahorkatina, jehož je nejvyšším vrcholem.
Podle podrobnějšího členění Balatky a Kalvody patří vrch do okrsku Staroboleslavská kotlina, podokrsku Kostelecká kotlina a Čelákovické části.